# Línea 406 (Buenos Aires)
La línea 406 es una línea de colectivos del Área Metropolitana de Buenos Aires. Une los partidos de La Matanza, Esteban Echeverría, Lomas de Zamora y Almirante Brown, por medio de dos ramales con diferente recorrido.

## Historia
La línea 406 surge en 1993 de la mano de Expreso Esteban Echeverría S. R. L. (EEE), teniendo su origen en el ramal B de la 306, creado en 1971. EEE la operó durante 3 años hasta que le revocaron la concesión en 1996, pasando entonces a manos de la empresa Transporte Automotor La Plata S.A. (prestataria de la línea 338), quien la opera hasta el día de hoy.
Un par de años después, más preciso en el 2001, con la desaparición de la línea nacional 54 producto de la quiebra de su anterior prestataria (Expreso Cañuelas), la 406 termina incorporando parte de su recorrido, siendo este el tramo que comunica la estación Ramos Mejía con la de Lomas de Zamora. Para 2003 el ramal a San José también alargaría de San Justo a Ramos Mejía.

## Ramales
1. Estación Ramos Mejía - Barrio San José por Mendeville
2. Estación Ramos Mejía - Estación Lomas por Mendeville
3. Estación Ramos Mejía - Estación Burzaco (Días hábiles)